# Muzułmańska Partia Demokratyczna
Muzułmańska Partia Demokratyczna (azer. Musawat) – azerbejdżańska partia polityczna. Powstała 2 czerwca 1992 r. Nawiązuje do dawnej azerskiej partii Musawat, działającej w latach 1911–1920. Wraz z Ludowym Frontem Azerbejdżanu utworzyła opozycyjną koalicję.